# لا گراندی (واشینگتن)
لا گراندی (به انگلیسی: La Grande) یک منطقهٔ مسکونی در ایالات متحده آمریکا است که در شهرستان پیرس، واشینگتن واقع شده‌است. لا گراندی ۲۹۴٫۱۴ متر بالاتر از سطح دریا واقع شده‌است.